# Adrian von Ziegler
Adrian von Ziegler (ur. 25 grudnia 1989 w Zurychu) – szwajcarski kompozytor. Jego kanał w serwisie internetowym YouTube subskrybuje ponad milion użytkowników. Von Ziegler komponuje różne rodzaje utworów instrumentalnych oraz wokalnych. Jednakże większość jego utworów nie zawiera wokalu, gdyż jak twierdzi „nie chce dodawać tekstu, ponieważ sam słuchacz powinien je interpretować na swój własny sposób”. Von Ziegler używa do komponowania keyboardu oraz głównie programu Magix Music Maker.

## Kariera
Swoją karierę muzyczną rozpoczął od bycia perkusistą w zespole rockowym w wieku 15 lat, potem zaczął komponować swoją własną muzykę. Z racji tego że nie było to możliwe w obecnym zespole i na pozycji perkusisty odszedł z grupy i kupił swoją pierwszą gitarę.
Od 2007 do 2009 nagrał ogromną liczbę utworów demo pod pseudonimem artystycznym „indigo”, w których bardzo często jego gitara zostawała zastąpiona przez keyboard oraz instrumenty orkiestrowe. W 2008 założył konto w serwisie Myspace i po raz pierwszy można było posłuchać jego dzieł.
Po odrzuceniu swojego pseudonimu w 2009 roku, von Ziegler postanowił, że co roku będzie wydawał kolejny album. W 2010 roku wydał 2 albumy, Requiem oraz Lifeclock. W 2011 były to Wanderer, Across Acheron i Mirror of the Night. W ciągu całego roku 2012 von Ziegler wydał kolejne 5 albumów Mortulia, Spellbound, The Celtic Collection, Starchaser oraz Odyssey. W 2013 von Ziegler wydał Feather and Skull i Vagabond. W marcu 2014 roku wydał album Libertas. Jego kolejny album The Celtic Collection II został wydany w sierpniu 2014. W tym samym roku stworzył jeszcze album Queen of Thorns, a dwa lata później kolejny o nazwie Moonsong.

## Muzyka
Von Ziegler twierdzi, że inspirację do tworzenia muzyki czerpie z różnych źródeł, m.in. natury, literatury, historii, mitologii, jego emocji, wymyślonych przez niego światów oraz jego żony Cariny.
Chociaż prace von Zieglera składają się z wielu różnych rodzajów muzyki, skupia się on na muzyce celtyckiej, emocjonalnej, relaksacyjnej, świata, metalowej i filmowej.

## Dyskografia
| Rok  | Nazwa                                  |
| ---- | -------------------------------------- |
| 2010 | Requiem                                |
| 2010 | Lifeclock                              |
| 2011 | Across Acheron                         |
| 2011 | Wanderer                               |
| 2011 | Mirror of the Night                    |
| 2012 | Mortualia                              |
| 2012 | Spellbound                             |
| 2012 | Starchaser                             |
| 2012 | The Celtic Collection (kompilacja)     |
| 2012 | Odyssey                                |
| 2013 | Feather and Skull                      |
| 2013 | Vagabond                               |
| 2014 | Libertas                               |
| 2014 | The Celtic Collection II (kompilacja)  |
| 2014 | Queen of Thorns                        |
| 2016 | Atmospheres                            |
| 2016 | Moonsong                               |
| 2018 | Saga                                   |
| 2019 | Fable                                  |
| 2019 | The Celtic Collection III (kompilacja) |
| 2020 | Veiled                                 |